# Can Pau Ollé
Can Pau Ollé és una obra de Torrelles de Llobregat (Baix Llobregat) inclosa a l'Inventari del Patrimoni Arquitectònic de Catalunya.

## Descripció
Masia de planta rectangular i coberta a dues aigües, a diferent nivell, que s'aboquen a les façanes principals, aprofitant un morro del vessant sud de la Penya del Moro, per a instal·lar-se, ajudada per una paret que anivella el terreny, hi ha un petit pati davanter. Està situada al peu del Torrent de la Font de l'Alba, enmig de terrasses conreades i vegetació pròpia de l'indret.